# Toton
Pour les articles homonymes, voir Toton (homonymie).

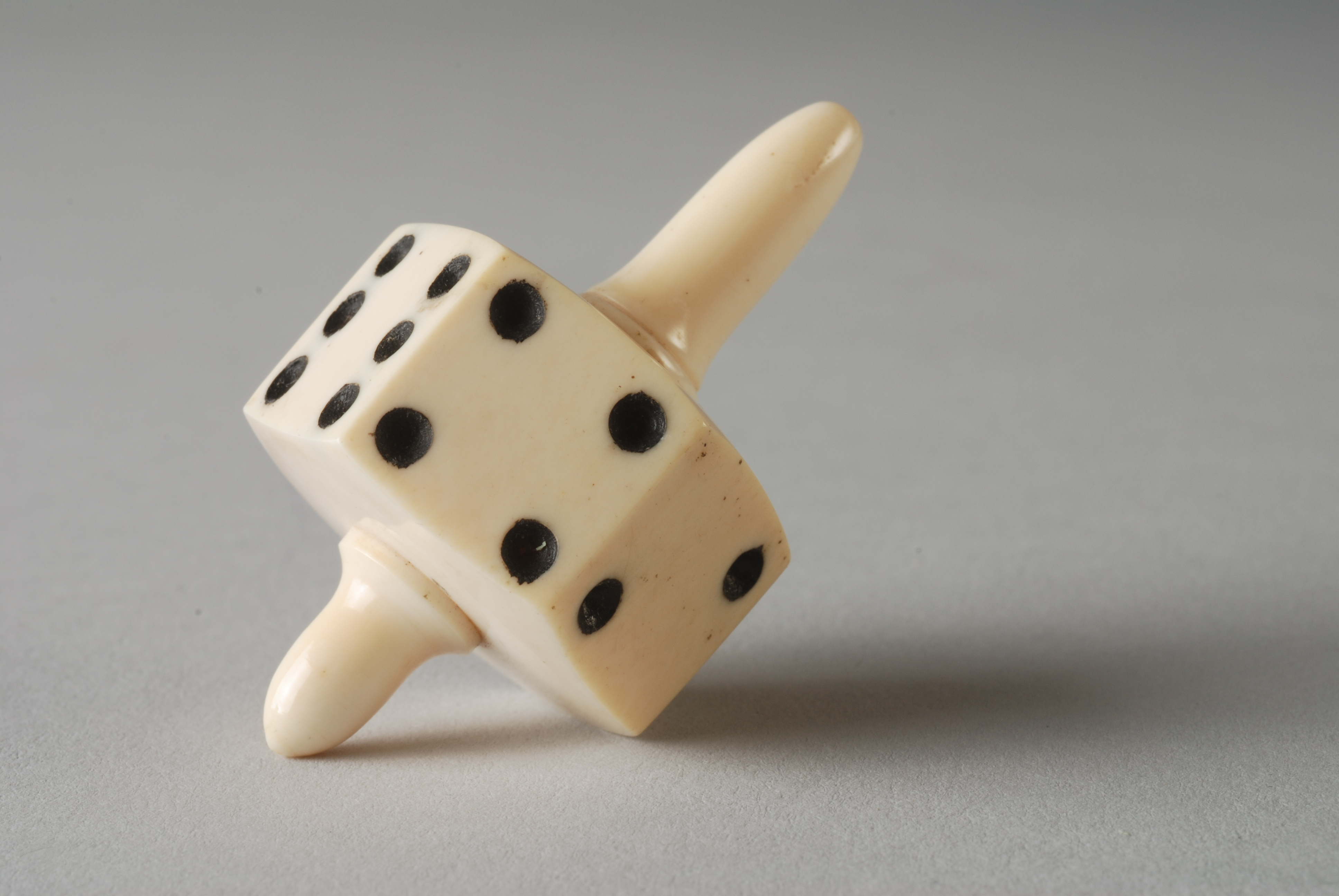
Un toton moderne à six faces.

Un toton est un accessoire de jeu constitué d'un dé traversé par un axe permettant de le faire tournoyer comme une toupie. Marqué de lettres ou de chiffres sur ses faces exposées, on le lance au-dessus d'un tableau de nombres avec l'espoir qu'il s'arrêtera sur celui qu'on avait souhaité.
Connu dès l’Antiquité romaine, le toton tire son nom du latin totum (« tout ») car il était utilisé pour des jeux de hasard selon le principe des dés. Chacune des quatre faces du pourtour était marquée d’une lettre : A (accipe, « reçois »), D (da, « donne »), P (pone, « pose ») et T (totum, « tout », prends tous les enjeux).
Contrairement à la toupie, le toton est fait pour tomber vite, afin de révéler une de ses faces. C’est donc un générateur de nombres aléatoires.

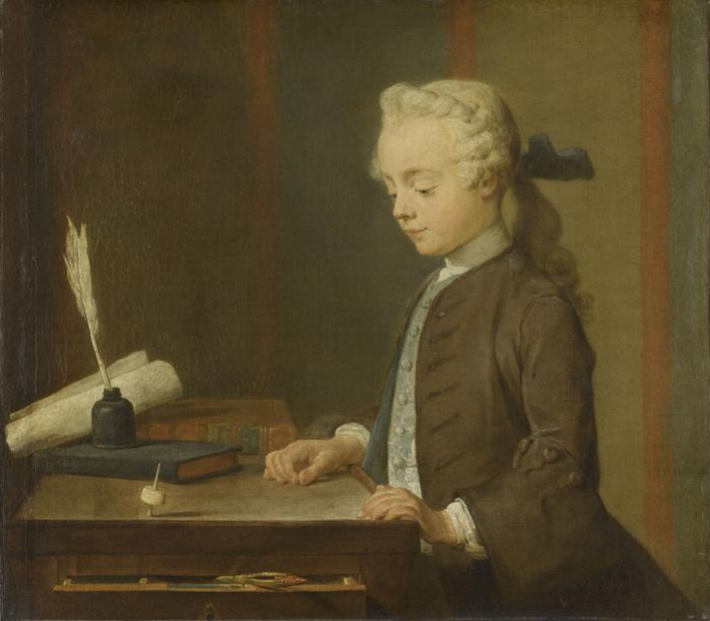
Jean-Baptiste Chardin : L'enfant au toton, vers 1735, Paris, Musée du Louvre.

Ce jeu est resté célèbre, notamment en raison du portrait peint par Chardin sous le titre L'enfant au toton. Il avait choisi de demander à son modèle de se livrer à ce jeu qui le passionnait : c'était avec l'espoir — récompensé — que cet enfant agité resterait calme le temps de faire son portrait.

## Variantes

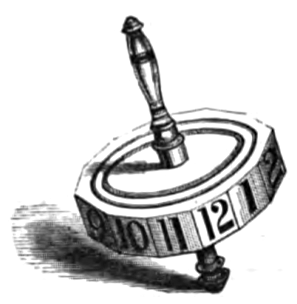
Un toton à 12 faces (dessin datant de 1881).

La principale caractéristique d'un toton est le nombre de ses faces, généralement 4, 6 ou 12 faces.  La partie marquée, le "dé", peut avoir une forme cubique, cylindrique ou encore discoïde.

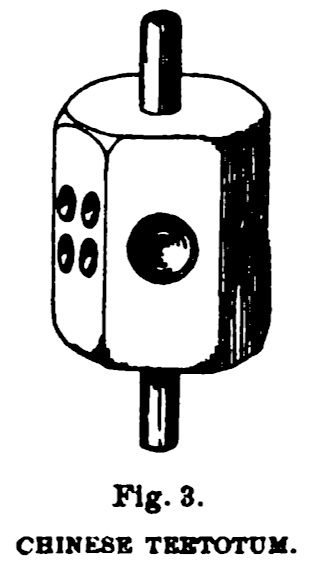
Un toton chinois, cylindique et à 6 faces (dessin datant de 1893).

Les matériaux constituant le toton sont très variés: bois, ivoire, plastique, etc.

## Référence
M. de Lacretelle, Le Toton in Les Veillées des Chaumières, 7 janvier 1928, p. 184-186